# الشبكة (مبين)

تعديل مصدري - تعديل

الشبكة هي إحدى قرى عزلة بني الشومي بمديرية مبين التابعة لمحافظة حجة، بلغ تعداد سكانها 151 نسمة حسب تعداد اليمن لعام 2004.